# Breiteweg 12 (Schönebeck)

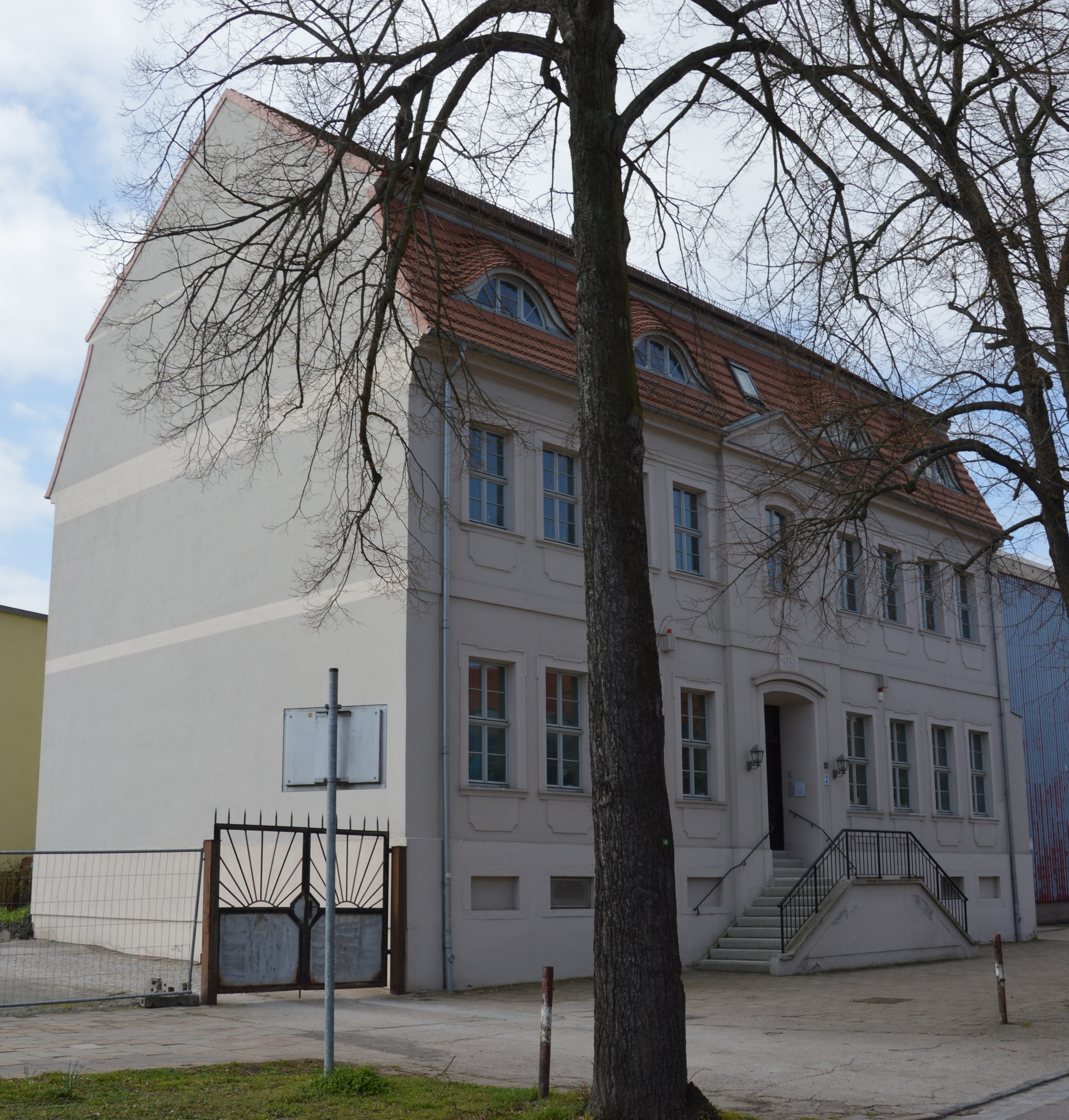
Haus Breiteweg 12

Das Haus Breiteweg 12 ist ein denkmalgeschütztes Gebäude in Schönebeck (Elbe) in Sachsen-Anhalt.

## Lage
Es befindet sich auf der Südseite des Breitewegs im Schönebecker Stadtzentrum.

## Architektur und Geschichte
Das zweigeschossige Wohnhaus wurde nach einer Datierung am Gebäude im Jahr 1756 errichtet; es ruht auf einem hohen Sockelgeschoss. Es gehörten zu den wenigen erhaltenen spätbarocken Gebäuden Schönebecks. Die Fassade ist neunachsig, wobei die mittlere Achse leicht als flacher Mittelrisalit hervortritt und von einem kleinen Dreiecksgiebel bekrönt wird. Hier befindet sich auch der Eingang zum Gebäude, zu dem eine zweiläufige Freitreppe hinaufführt.
Im örtlichen Denkmalverzeichnis ist das Wohnhaus unter der Erfassungsnummer 094 60984 als Baudenkmal verzeichnet.